# IMAM Ro.51
IMAM Ro.51 – prototypowy włoski samolot myśliwski z końca lat 30. XX wieku wytwórni Industrie Meccaniche Aeronautiche Meridionali (IMAM). Był to pierwszy w historii wytwórni samolot zaprojektowany w układzie wolnonośnego dolnopłata.

## Historia
Projekt samolotu powstał jak odpowiedź firmy IMAM na konkurs na samolot myśliwski, jaki został ogłoszony przez Ministero dell'Aeronautica w lutym 1936 roku (był to tzw. pierwszy konkurs na samolot myśliwski - 1° Concorso Caccia Intercettore Terrestre). Konkurentami konstrukcji inżyniera Giovanni Galasso, który zaprojektował samolot, były maszyny Fiat G.50 i Macchi MC.200. Galasso zaprojektował myśliwiec w układzie wolnonośnego dolnopłata. Była to pierwsza tego typu konstrukcja zaprojektowana w wytwórni IMAM. Co prawda powstawały już tutaj maszyny jednopłatowe, ale nigdy wcześniej w takim układzie. Kadłub zbudowano z kratownicy ze stalowych rur krytych blachami duraluminiowymi. Skrzydła miały drewnianą, jednodźwigarową konstrukcję pokrytą sklejką, lotki pokryto płótnem. Stery i stateczniki samolotu, podobnie jak kadłub, wykonano ze stalowych rur pokrytych w tym przypadku płótnem. Stateczniki poziome wsparto zastrzałami. Maszyna charakteryzowała się niewielkim usterzeniem pionowym. W pierwszej wersji prototyp miał stałe podwozie z kółkiem ogonowym. W celu zmniejszenia oporu aerodynamicznego, golenie i koła podwozia głównego osłonięto owiewkami. Kabina pilota z odsuwaną do tyłu owiewką, kroplowym kształcie i opancerzonym fotelem. Znajdujące się w kadłubie zbiorniki paliwa osłonięto gumową okładziną uszczelniającą. Zgodnie z zaleceniem ministerstwa do napędu samolotu użyto chłodzony powietrzem, 14-cylindrowy silnik gwiazdowy Fiat A.74 RC.38 zakryty osłoną NACA z trójłopatowym, przestawialnym śmigłem metalowym o średnicy 3 m. 29 maja 1937 roku Ministerstwo Lotnictwa zamówiło w wytwórni dwa samoloty prototypowe. Pierwszy z nich (MM.338) po raz pierwszy wzbił się w powietrze wczesną jesienią 1937 roku. Za sterami maszyny siedział pilot doświadczalny Nicolo Lana. W październiku tego samego roku prototyp został zaprezentowany publicznie podczas Międzynarodowego Salonu Lotniczego (Salone Internazionale Aeronautico) w Mediolanie. Po wystawie samolot przekazano do ośrodka badawczego Direzione superiore studi ed esperienze (DSSE) mieszczącego się na lotnisku w Guidonia Montecelio. Tam 6 lipca 1938 roku rozpoczęto próby wojskowe samolotu. Za sterami zasiadali wojskowi piloci Adriano Mantelli i Aldo Remondino. Ich ocena nie była zadowalająca. Maszyna była bardzo niestabilna podczas lądowania, a przy zbyt gwałtownym wychyleniu lotek łatwo wpadała w autorotacje wokół osi przechyleń. Opinii na temat prototypu nie ratowały jego osiągi, które również nie spełniały oczekiwań. Podjęto decyzję o odesłaniu samolotu do wytwórni w celu jego modernizacji. Maszynę poddano gruntownej przebudowie. Aby poprawić stateczność powiększono usterzenie pionowe, a co najważniejsze, zastosowane chowane podwozie. Przekonstruowano skrzydła, zwiększając jednocześnie ich powierzchnię nośną w celu wygospodarowania miejsca na golenie podwozia głównego, które chowane było do tyłu, równolegle do kadłuba. Po schowaniu, koła częściowo wystawały ze swoich wnęk. Miało to ułatwić lądowanie w przypadku, gdyby pilot nie mógł wypuścić podwozia i był zmuszony lądować na brzuchu. Tak zmodernizowany samolot został z powrotem odesłany do Guidonia Montecelio, gdzie trafił 20 grudnia 1938 roku. Efekt zmian w konstrukcji samolotu był od razu widoczny. Poprawiła się stateczność samolotu i jego osiągi, aczkolwiek nadal pozostała tendencja do autorotacji. Niestety dla maszyny, przerwano dalsze prace nad Ro.51. W linii znalazły się już bowiem samoloty G.50 i MC.200, nie widziano więc potrzeby posiadania kolejnego typu myśliwca. Wytwórnia IMAM wybudowała jeszcze drugi z zamówionych prototypów (MM.339), jednak zbudowano go jako wodnosamolot. Układ konstrukcyjny przypominał wcześniejsze wodnosamoloty wytwórni IMAM Ro.44 czy IMAM Ro.43. Tu również zdecydowano się na zastosowanie centralnego pływaka. Podczas jednego z testów prowadzonych na wodzie maszyna zatonęła. Dalszych prób nie kontynuowano.

## Uzbrojenie
Samolot był wyposażony w dwa karabiny maszynowe Breda-SAFAT kalibru 12,7 mm z zapasem po 310 nabojów na lufę. Karabiny były umieszczone po obydwu stronach kadłuba, a wyloty luf znajdowały się na przedniej krawędzi osłony silnika.